# 鹿島俊策
鹿島 俊策（かしま しゅんさく、1902年9月25日 - 没年不詳）は、日本の俳優である。本名恵良 俊二郎（えら しゅんじろう）、旧芸名鹿島 陽之助（かしま ようのすけ）。一部鹿島 俊作という表記もみられる。

## 人物・来歴
1902年（明治35年）9月25日、東京府東京市日本橋区（現在の東京都中央区日本橋）に生まれる。
旧制・大分県宇佐中学校（現在の大分県立宇佐高等学校）を卒業し、東京府荏原郡羽田町鈴木新田（現在の東京都大田区羽田空港）に相羽有が開いた日本飛行学校に進学、航空機の操縦を学ぶ。同校を卒業した後は、欧州航路の船員を務めたこともあったという。自動車・オートバイの運転、ダンスも得意であるという人物である。牧野省三が日活から独立して設立した牧野教育映画製作所に1923年（大正12年）に入社、「鹿島 陽之助」として脇役出演を開始する。1923年（大正12年）6月1日、マキノ映画製作所が設立されるとそのまま所属し、1924年（大正13年）7月、マキノ映画製作所が東亜キネマに吸収されると、東亜の甲陽撮影所に異動し、役がつきはじめる。1925年（大正14年）6月、牧野省三がマキノ・プロダクションを設立した後、マキノに復帰する。1926年（大正15年）8月6日に公開された高見貞衛監督のオートバイ映画『驀進』で主演に抜擢、得意のオートバイ操縦を披露する。同年10月22日に公開されたマキノ正博の監督デビュー作『青い眼の人形』にも青年英謙二役で出演している。翌1927年（昭和2年）2月9日に公開された鈴木謙作監督の『獣人』にも主演したが、同年8月、同社を退社した。
1928年（昭和3年）3月、河合徳三郎が設立したばかりの河合プロダクション（のちの河合映画製作社）に移籍、同社の町屋撮影所で製作され、同年3月9日に公開された悪麗之助監督の『ふくろう組』に出演した。1931年（昭和6年）には同社を離れ、東京シネマ商会が製作、同年2月11日公開、小沢得二・細山喜代松が共同監督したサウンド版『大空軍』に主演、同年6月には、松竹蒲田撮影所に移籍、「鹿島 俊策」と改名した。翌1932年（昭和7年）初頭には準幹部待遇となった。しかしながら主演作はなく、トーキー作品もつくられはじめているにもかかわらず、サイレント映画への出演が続き、1934年（昭和9年）7月26日に公開された宗本英男監督の『血染の制服』に出演した後に退社している。松竹蒲田でサイレントばかりに反発して独立、トーキー製作のために重宗務が設立した東京発声映画製作所に、鹿島も1936年（昭和11年）に移籍し、数本に出演したが、満35歳となった1937年（昭和12年）11月17日公開、豊田四郎監督の『若い人』に出演した以降、出演記録が途絶えた。時代は第二次世界大戦に突入、その後の消息は不明とされていたが、『讀賣新聞』1957年（昭和32年）10月1日付より、晩年のマキノ光雄（1909年 - 1957年）が連載したコラム「スターとともに」において、同記事執筆の時点で既に故人であるという旨が記されている。没年不詳。

## フィルモグラフィ
特筆以外すべてクレジットは「出演」である。公開日の右側には役名、および東京国立近代美術館フィルムセンター（NFC）、マツダ映画社所蔵等の上映用プリントの現存状況についても記す。同センター等に所蔵されていないものは、とくに1940年代以前の作品についてはほぼ現存しないフィルムである。

### 東亜キネマ甲陽撮影所
すべて製作は「東亜キネマ甲陽撮影所」、配給は「東亜キネマ」、すべてサイレント映画である。「鹿島陽之助」名義である。
- 『踊れ若者』（『躍れ若者』[4]） : 監督曾根純三、1925年7月3日公開 - 12分の断片のみ現存（NFC所蔵[6]）
- 『爆弾児』 : 監督山本嘉次郎、1925年7月22日公開 - 大谷の親友加藤
- 『河童妖行記』 : 監督曾根純三、1925年9月1日公開 - 河童B

### マキノプロダクション御室撮影所
すべて製作・配給は「マキノ・プロダクション」、すべてサイレント映画である。「鹿島陽之助」名義である。
- 『黒髪地獄 前後篇』（『黒髪悲話』[4]） : 監督沼田紅緑、1925年12月25日公開 - 曽根崎賢之亟
- 『黒白双紙』 : 監督曾根純三、1926年1月4日公開 - 請負師 山中重吉
- 『喧嘩日記』 : 監督井上金太郎、1926年1月31日公開 - ならずもの
- 『怪人 狼 中篇』 : 監督富沢進郎、1926年4月21日公開 - 矢野八九郎
- 『卒業と青春』 : 監督井上金太郎、1926年4月30日公開 - 偽大学生
- 『怪人 狼 後篇』 : 監督富沢進郎、1926年4月30日公開 - 矢野八九郎
- 『蛮骨漢 前篇』 : 総監督マキノ省三、監督富沢進郎、1926年7月15日公開 - 湯浅真二、前後篇合計56分尺で現存（NFC所蔵[6]）
- 『蛮骨漢 後篇』 : 総監督マキノ省三、監督富沢進郎、1926年7月23日公開 - 湯浅真二、同上[6]
- 『驀進』 : 監督高見貞衛、1926年8月6日公開 - 主演
- 『仇討奇譚 勝鬨』 : 監督勝見正義、1926年9月24日公開 - 八代欣之助
- 『バィオレットお伝』 : 監督井上金太郎、1926年10月8日公開 - 一等運転手谷村慶三
- 『青い眼の人形』 : 監督富沢進郎・マキノ正博、1926年10月22日公開 - 青年英謙二
- 『解剖刀』 : 監督高見貞衛、1926年公開 - 主演
- 『獣人』 : 監督鈴木謙作、1927年2月9日公開 - 木村進

### 河合映画
すべて製作・配給は「河合映画製作社」、すべてサイレント映画である。「鹿島陽之助」名義である。
- 『ふくろう組』（『ふくらう組』[4]） : 監督悪麗之助、製作河合プロダクション町屋撮影所、1928年3月9日公開
- 『与へよ栄冠』 : 監督丘虹二、1928年6月15日公開 - 主演
- 『湖』 : 監督松本英一、1928年7月20日公開 - 主演
- 『駒春狂ふ』 : 監督松本英一、1928年8月10日公開
- 『労働階級』 : 監督筒見豊、1928年10月19日公開
- 『近藤勇』 : 監督曾根純三、1928年12月31日公開
- 『青春行進曲』 : 監督高見貞衛、1929年1月20日公開
- 『愛の叫び』 : 監督丘虹二、1929年1月25日公開
- 『闇の街』 : 監督高見貞衛、1929年3月15日公開 - 主演
- 『十万円事件』 : 監督丘虹二、1929年3月29日公開
- 『慌て者一副対』（『慌者一幅対』[4]） : 監督高見貞衛、1929年4月19日公開
- 『花嫁人形』 : 監督高見貞衛、1929年5月10日公開
- 『人間改造』 : 監督森田京三郎、1929年8月30日公開
- 『熱砂の舞』 : 監督高見貞衛、1929年9月27日公開
- 『黒髪悲話』 : 監督小沢得二、1929年11月1日公開 - 主演
- 『貞操』 : 監督小沢得二、1929年11月22日公開
- 『麻布第三聯隊軍事孝子事実美談 金子二等兵』 : 監督丘虹二、1929年12月13日公開
- 『浜の真砂二人男』 : 監督小沢得二、1930年1月10日公開
- 『美男悲剣史』（『美男悲劔史』[4]） : 監督丘虹二、1930年1月10日公開
- 『愛火燃ゆ』 : 監督小沢得二、1930年2月7日公開
- 『新版相合傘』 : 監督小沢得二、1930年3月14日公開

### 東京シネマ商会
すべて製作・配給は「東京シネマ商会」である。「鹿島陽之助」名義である。
- 『大空軍』 : 監督小沢得二・細山喜代松、サウンド版、1931年2月11日公開 - 主演

### 松竹蒲田撮影所
すべて製作は「松竹蒲田撮影所」、配給は「松竹キネマ」、すべてサイレント映画である。「鹿島俊策」名義である。
- 『女はいつの世にも』 : 監督佐々木恒次郎、1931年6月28日公開
- 『女の求むる男』 : 監督佐々木恒次郎、1931年9月1日公開
- 『麗人の微笑』 : 監督野村芳亭、1931年11月21日公開
- 『金色夜叉』 : 監督野村芳亭、1932年1月14日公開 - 風見庫之助、101分尺で現存（NFC所蔵[6]）
- 『三十二年型恋愛武士道』 : 監督佐々木恒次郎、1932年2月27日公開
- 『人罠』 : 監督野村芳亭、1932年3月24日公開
- 『人柱四勇士』 : 監督佐々木康・佐々木恒次郎、1932年4月1日公開
- 『肉弾相搏つ』 : 監督石川和雄、1932年5月20日公開
- 『非常線の女』 : 監督小津安二郎、1933年4月27日公開 - ダンスホールの与太者、120分尺で現存（NFC所蔵[6]）
- 『女学生と与太者』 : 監督野村浩将、1933年11月30日公開 - 黒川剛蔵
- 『愛の出船』 : 監督勝浦仙太郎、1933年12月22日公開
- 『血染の制服』 : 監督宗本英男、1934年7月26日公開

### 東京発声映画製作所
すべて製作は「東京発声映画製作所」、配給は「日活」あるいは「東宝映画」、すべてトーキーである。「鹿島俊策」名義である。
- 『一本刀土俵入』 : 監督重宗務、配給日活、1936年6月4日公開[7]
- 『港の浮気風』 : 監督豊田四郎、配給日活、1937年5月11日公開[7]
- 『若い人』 : 監督豊田四郎、配給東宝映画、1937年11月17日公開 - 視学官、81分尺で現存（NFC所蔵[6]）